# Iain Turner
Pour les articles homonymes, voir Turner.
Iain Turner est un ancien footballeur écossais né le 26 janvier 1984 à Stirling. Il évoluait au poste de gardien de but.

## Carrière
- 2002-2003 :  Stirling Albion
- 2003-2011 :  Everton
  - 2004 :  Chester City (prêt)
  - 2005 :  Doncaster Rovers (prêt)
  - 2005 :  Wycombe Wanderers (prêt)
  - 2006 :  Crystal Palace (prêt)
  - 2007 :  Sheffield Wednesday (prêt)
  - 2009 :  Nottingham Forest (prêt)
  - 2010 :  Coventry City (prêt)
- 2011-2012 :  Preston North End[1],[2],[3]
  - 2012 :  Dunfermline Athletic (prêt)
- 2014 :  Barnsley
- 2014 :  Sheffield United